# Kuomintang in Birma
Kuomintang in Birma (KMT) sind diejenigen nationalchinesischen militärischen Einheiten, die nach ihrer Niederlage im chinesischen Bürgerkrieg 1949 nicht nach Taiwan, sondern nach Birma flohen. Dort wurden sie von der CIA als „zweite Front gegen den Kommunismus“ (Operation Paper) aufgebaut. Sie entwickelten sich bald zur dominierenden Kraft in den Shan-Staaten. Militärisch waren die Einheiten wenig erfolgreich. Bis zur Mitte der 1970er-Jahre soll die KMT in Birma etwa 80 % der Opiumproduktion im Goldenen Dreieck kontrolliert haben.

## 1942 bis 1954
Während des Zweiten Weltkriegs, nach Vollendung der „Burma Road“, begann ein reger Verkehr zwischen Alliierten und nationalchinesischen Truppen.
Teile der Grenze zwischen den beiden Ländern blieben nicht genau definiert. Eine abschließende Demarkation fand erst mit dem Abkommen von 1961 statt.
Gegen Ende des chinesischen Bürgerkriegs flohen im Mai 1949 erstmals wieder Kuomintang nach Birma, die versuchten, nach Laos vorzudringen, jedoch von den Franzosen zurückgeschlagen bzw. auf der Gefängnisinsel Côn Đảo (auch: Pulo Condore; Côn So’n) interniert wurden. Am 18. Dezember 1949 folgte die diplomatische Anerkennung der chinesischen Regierung unter der Führung Mao Zedongs. Im Süden Chinas verblieben noch Kuomintang-Truppen unter dem Kommando von Li Tsun-yen, die von der Volksbefreiungsarmee (PLA) getrieben ab Januar 1950 in immer größerer Zahl nach Birma flohen. Der Kommandeur begab sich nach Taiwan, von wo 700 reguläre Truppen kamen. Die nun etwa 5000 gutbewaffneten Mann, nun von General Li Mi (8. Armee) – als Nachfolger des Warlords Lu Han – kommandiert, begannen einen Kleinkrieg gegen die Bergstämme der Karen in den Shan-Staaten. Sie schufen sich dadurch, zunächst im Staat Keng Tung, eine Operationsbasis. Gleichzeitig „besteuerten“ sie den Opiumanbau der besiegten Bergbauern. Im Juli 1950 kam es zu einem ersten Rückeroberungsversuch von Yunnan durch 4000 Kuomintang-Truppen. Li Mi verlegte sein Hauptquartier von Tachilek nach Monghsat (= Möng Hsat; 20° 32′ 0″ N, 99° 15′ 0″ O) und begann unter den Chinesen und Shan – teilweise unter Zwang – zu rekrutieren. Freiwillige trafen über Thailand auch aus Malaya und von Taiwan ein. Grenznahe Basen wurden in Mong Mao und Mong Yang eingerichtet, die aus der Luft mit Flugzeugen ohne Kennzeichnung versorgt wurden.
Das unter Aufsicht der KMT produzierte Opium wurde mit Flugzeugen der von Claire Chennault gegründeten Civil Air Transport (seit 1949 als Tarnfirma im direkten Besitz der CIA) nach Thailand geflogen, wo es von General Phao Siyanon weiterverteilt wurde.
Seit dem Sieg der chinesischen Kommunisten auf dem Festland wurden die nationalchinesischen Truppen, deren Zahl bis 1951 auf ca. 10.000 Mann anstieg, von der CIA bewaffnet, verpflegt und bezahlt. Außer den Teilen der 8. Armee waren auch solche der 26. Armee unter General Liu Kuo und der 93. Division (Generalmajor Mah Chaw Yu) auf birmanisches Gebiet geflohen. Ab Januar 1951 bezeichneten sie sich als Yunnans anti-kommunistische Armee der Errettung („The Yunnan Anti-Communist Salvation Army“).
Bald wurden Angriffe auf Yunnan durchgeführt. Der erste im Juni 1951 wurde nach einer Woche und schweren Verlusten angesichts der Gegenangriffe der Volksbefreiungsarmee abgebrochen, nachdem anfangs Gengma widerstandslos besetzt worden war. Ein zweiter im Juli – durch 2.000 Mann von Mong Mao aus – endete mit 800 bis 900 Gefallenen, darunter etliche CIA-Berater auf Seiten der KMT. Die Volksbefreiungsarmee verfolgte die Besiegten bis nahe Kengtung. Ähnlich erfolglos war ein dritter Angriff mit 2100 Mann im August 1952. Mit einer weiteren katastrophalen Niederlage endete der letzte große Angriff im Januar 1953. Bis März 1953 soll eine Truppenstärke von 30.000 Mann (tatsächlich wohl nur 12.000 Bewaffnete) erreicht worden sein, die bereits im Jahr zuvor ihren Einfluss in Birma über den Salween nach Westen hinaus ausgedehnt hatten. Sie koalierten auch mit anderen Gruppen von Rebellen, die in den schwer zugänglichen Bergregionen operierten.
Die birmanische Regierung, der es nicht gelang, die KMT militärisch zu besiegen, protestierte auf diplomatischem Wege gegen die US-Unterstützung der Eindringlinge, auch vor der UNO. Die USA stritten jegliche Beteiligung ab; gleichzeitig verkauften sie seit 1951 den KMT Waffen über die Tarnfirmen Far East Film Co. und Overseas Supply, geleitet von Paul Helliwell.
Nachdem der diplomatische Druck zunahm, erklärten sich die USA bereit, bei einer „Evakuierung“ der KMT-Einheiten nach Taiwan zu helfen. Diese Mission, geleitet von Bill Donovan und General Phao Siyanon über Thailand, durfte zunächst nicht von birmanischen Regierungsvertretern kontrolliert werden. Tatsächlich wurden, beginnend am 7. November 1953, bis Mai 1954 etwa 5000 bis 6000 Personen ausgeflogen, größtenteils keine KMT-Soldaten, sondern Stammesangehörige, Frauen und Kinder. Sofern sie Waffen abgaben, handelte es sich um museumsreife Stücke. Mindestens die gleiche Zahl modern ausgerüsteter, jedoch relativ undisziplinierter Soldaten blieb zurück. Die Kämpfe der KMT beschränkten sich nun auf Scharmützel im Grenzgebiet und Widerstand gegen die birmanische Armee. Etliche KMT-Angehörige gründeten zu dieser Zeit Familien durch Einheirat in die lokalen Bergstämme, besonders die Lahu.

## 1954 bis 1961
Die KMT unterstützten den Aufbau der Shan National Army (SNA; auch Shan United Army) unter Khun Sa, die besonders nach dem Amtsantritt der Militärregierung 1958 für die – in der birmanischen Verfassung von 1948 mögliche – Unabhängigkeit der Shan-Staaten eintrat.
Die birmanische Armee vertrieb durch mehrere kleinere Angriffe zwischen 1954 und 1957 die meisten KMT nach Laos, so dass geschätzt wurde, dass sich 1958 nur noch etwa 1.350 Mann im Lande befanden. Die Vertriebenen sickerten jedoch zurück. Die KMT-Truppen, bis 1960 wieder auf etwa 2.300 Mann angewachsen, etablierten zwei neue grenznahe Basen in Keng Lap und Möng Pa-liao.
Im Dezember 1960 begann die birmanische Armee die erfolgreiche Operation Mekong gegen die KMT. Viele KMT flohen über die Grenzen, sickerten bald jedoch wieder zurück. Den Regierungstruppen fiel massenhaft modernste amerikanische Ausrüstung (teilweise aus Taiwan geliefert) in die Hände. Eine der strategischen Ziele der CIA soll es gewesen sein, die chinesische Regierung zu einem Angriff auf birmanisches Territorium zu bewegen. Ein solcher Angriff mit 20.000 Mann, erfolgte 1961, jedoch auf Einladung der birmanischen Regierung. Die Volksbefreiungsarmee vertrieb die schnell geschlagenen KMT-Einheiten nach Thailand.
Zu Beginn des Jahres 1961 kämpften KMT-Einheiten erstmals auch in Laos. Die Armee des Phoumi Nosavan nahm 3.000 Mann auf (Bataillon Speciale 111), weitere 4.000 wurden nach Ban Houi Sai geflogen. Die neuangetretene Regierung Kennedy gab offiziell bekannt, dass sie die KMT in Birma nicht länger unterstützen würde. Über Thailand erfolgte daraufhin eine erneute Evakuierung von geschätzten 4.000 KMT-Angehörigen – mit Maschinen der Civil Air Transport. Die Zahl der Verbleibenden wurde offiziell mit nur 750 angegeben. In Nordthailand sollen sich zunächst etwa 5000 bis 6000 niedergelassen haben. Die Kontrolle der Shan-Staaten ging an die Shan National Army über, die sich ebenfalls aus dem Opiumanbau finanzierte, der sich seit 1945 verfünffacht hatte.

## 1961 bis 1967
Mit der Niederlage hatte die KMT ihre Basen in Birma verloren. Die nationalchinesische Regierung beorderte die Kommandanten zurück und strich die finanziellen Zuwendungen. Die verbleibenden Einheiten organisierten sich in die 5. Armee (1.800 Mann) unter General Tuan Shi-wen, 3. Armee (1.400; General Ly Wen-hyuan) und die unabhängige Einheit (400; General Ma Ching-kuo). Sämtlich konzentrierten sie sich – teilweise rivalisierend – zur Finanzierung auf den Opiumhandel (in Thailand seit 1959 illegal) zwischen Birma, Nord-Thailand und Laos. Von Karawanen andrer Organisationen, die Opium nach Thailand brachten, erhoben sie Zölle. Diese Aktivitäten wurden von den in Thailand herrschenden Militärs, deren Führer an den Profiten beteiligt waren, zumindest geduldet.
Lediglich die „unabhängige Einheit“ unternahm bis Anfang der 1970er-Jahre noch vereinzelt Sabotageakte und Spionagemissionen gegen China. Diese Gruppe, unter der direkten Kontrolle von Chiang Ching-kuo, dem Sohn Chiang Kai-sheks, erhielt weiterhin Gelder aus Taiwan.
Für Laos war der amerikanische Verbindungsmann der in den Shan-Staaten geborene Baptistenmissionar William Young (seit 1958 CIA-Agent). Er warb Söldner unter den KMT an, die dann zur „Armée Clandestine“ des Vang Pao stießen. Die Amerikaner luden dann den soeben aus dem Kongo ausgewiesenen Folterspezialisten Roger Trinquier, der bereits Erfahrungen in der Gegend hatte (Operation X), ein, die Operation zu leiten. Nach einigen Monaten übernahm der CIA-Mann Anthony Posephny (alias Tony Poe), der bereits 1960 KMT-Truppen geschult hatte, bis 1971 die Kontrolle. Diese Söldnertruppe – ausgebildet von der thailändischen Geheimpolizei in Mong Hkan (= Ban Muang Kan; auf der laotischen Seite des Mekong gelegen) – führte vom chinesisch-birmanischen Grenzgebiet aus über 50 kleinere Vorstöße nach China durch, bekämpfte aber auch die Pathet Lao im secret war.
Aus einem Überfall Ende Juli 1967 auf eine große Opiumkarawane Khun Shas im laotischen Grenzort Ban Khwan entwickelte sich ein sechstägiges Gefecht. Der laotische General Ouane Rattikone forderte beide Seiten auf, das Land zu verlassen. Als die Shan National Army 500.000 und die KMT 250.000 US-$ forderten, ergriff er die Gelegenheit beim Schopf und ließ sechs Flugzeuge der Luftwaffe die Kämpfer bombardieren. Der laotischen Armee fiel fast die gesamte Jahresproduktion in die Hände. Rattikone, der bereits für die Junta das Einkommen aus der geheimen Opiumverwaltung des Landes kontrollierte, stieg in den Folgejahren zum bedeutendsten Heroinproduzenten der Region auf.
Nach dieser Niederlage der Shan National Army kontrollierte die KMT, die inzwischen auch Heroin-Labore nahe ihren Basen eingerichtet hatten, etwa 80 % der Opiumproduktion im Goldenen Dreieck. Ein wesentlicher Teil ging von nun an Rattikone, dessen Heroinlabore die in Vietnam kämpfenden US-Soldaten versorgten. Die eigentlichen Produktionsgebiete blieben jedoch weiterhin unter Kontrolle der Shan National Army, die in der Folge wieder erstarkte.
1968 wollte Taipeh die Kontrolle über die Truppen wiedergewinnen, um eine Invasion des Festlandes, das durch die Kulturrevolution in ungeordnete Zustände verfallen war, zu versuchen.

## War on Drugs
Im Rahmen des von Präsident Nixon 1971 ausgerufenen „War on Drugs“ bezahlte die amerikanische Regierung 1,85 Mio. US-$ für „die letzten 26 Tonnen Opium der KMT“, die dann in einer öffentlichkeitswirksamen Aktion verbrannt wurden. Tatsächlich wurden nur 5 Tonnen verbrannt, der Rest waren Stroh und Chemikalien. Offiziell lösten die KMT ihre Truppen 1973 auf. Die Beteiligung der KMT am Heroinhandel unter Schutz des thailändischen Militärs kam erst zu einem Ende, als ab 1980 zivile Regierungen ernsthaftere Maßnahmen, auch gegen die Verbände Khun Sas, unternahmen. Seit etwa 1990 wurden von anderen Gruppierungen alternative Exportwege für das Opium aus dem Goldenen Dreieck entwickelt.
Die Yunnan-Chinesen gelten als „zivile Flüchtlinge“, die im Norden Thailands seit 1962 angesiedelt worden waren (insgesamt etwa 80.000). Die jüngere Generation wandert ab: in die Städte, oder als Studenten bzw. Arbeiter nach Taiwan.